# みんなが出るテレビ
『みんなが出るテレビ』（みんながでるテレビ）はテレビ神奈川（tvk）で放送されたテレビ番組で、神奈川県の役立つ情報を視聴者に伝えるべく、視聴者の投稿（口コミ情報）を元に視聴者代表である女子大生リポーターが取材を行い、レポートとして紹介する情報バラエティ番組である。
正式タイトルは『みんなが出るテレビ〜ヨコハマ開放区〜』（-ヨコハマかいほうく）で、略称は「みんテレ」、「み'TV」。

## 放送時間
本放送
- 毎週火曜日22:00〜22:55（2007年4月3日〜2008年12月23日）
  - 年末年始や年度末等は、総集編を放送する事があるものの基本的に休止する事は無い。
  - 番組開始から2007年3月29日までは毎週木曜日22:00〜22:55。

再放送
- 本放送から2日後の木曜日19:00〜19:55（2007年4月5日~2008年12月25日）
  - ただし、YOKOHAMAベイスターズナイターがある場合は再放送は行われない。たとえ試合が雨天中止になっても、雨傘用に別の番組が組まれているため、放送されない。
  - 2006年のナイターオフ期間は2007年1月2日 (本放送は2006年12月28日)は全国大学ラグビー選手権準決勝中継、3月13日 (本放送は2007年3月8日)は、神奈川県議会中継のため休止した。
  - 2007年7月26日(本放送は2007年7月24日)は参議院議員選挙の政見放送のため休止。
  - 2007年のナイターオフ期間は2008年1月3日 (本放送は2008年1月1日)は全国高校ラグビー大会中継、2008年2月21日(本放送は2月19日)は神奈川県公立高校入試問題解答速報放送、2008年3月20日(本放送は3月18日)は神奈川県議会中継のため休止した。
  - 2008年7月3日（本放送は2008年7月1日）は探偵ナイトスクープ20周年記念特番（ABCでは2008年6月20日放送）放送のため休止。
  - 2008年10月2日（本放送は2008年9月30日）は神奈川県議会中継のため休止した。
  - 番組開始（2004年5月14日）から2005年4月1日までは、本放送の翌日金曜日24:35〜25:30。2005年4月8日から2006年3月31日までは、本放送の翌日金曜日24:45〜25:40（深海魚開始に伴う措置）。2006年4月11日から2007年3月27日までは本放送翌週の火曜日19:00〜19：55。

## 番組概要
2004年5月13日に放送を開始。基本コンセプトは神奈川県の役に立つ情報を視聴者に届ける事で、視聴者代表としての女子大生リポーター達が口コミ情報などを元に取材を行いリポート発表を行う番組である。番組開始後、番組改編期にセットや番組内容等をリニューアルしつつも基本コンセプトは変えずに放送された。
- ファーストステージ放送期間（2004年5月13日 - 2005年3月31日）

番組内では、セカンドステージが開始した事により、この期間をファーストステージと呼んでいる。
- セカンドステージ放送期間（2005年4月5日 - 2005年9月29日）
- Ver.2.5（バージョンにてんご）放送期間（2005年10月6日 - 2006年3月30日）
- みんテレ The Third（ザ・サード）放送期間（2006年4月6日 -2007年3月29日）
- 2007年度 (サブタイトルなし) 放送期間 （2007年4月3日-2008年3月25日）
- 2008年度 (サブタイトルなし) 放送期間 (2008年4月1日-2008年12月23日）

この番組の前身は1998年8月から2004年3月まで放送された「横浜ウォーカーTV」であり、スポンサーのアサヒビールと、セールスと制作協力をする所謂電通枠を移行する形で始まった。

### ファーストステージ概要

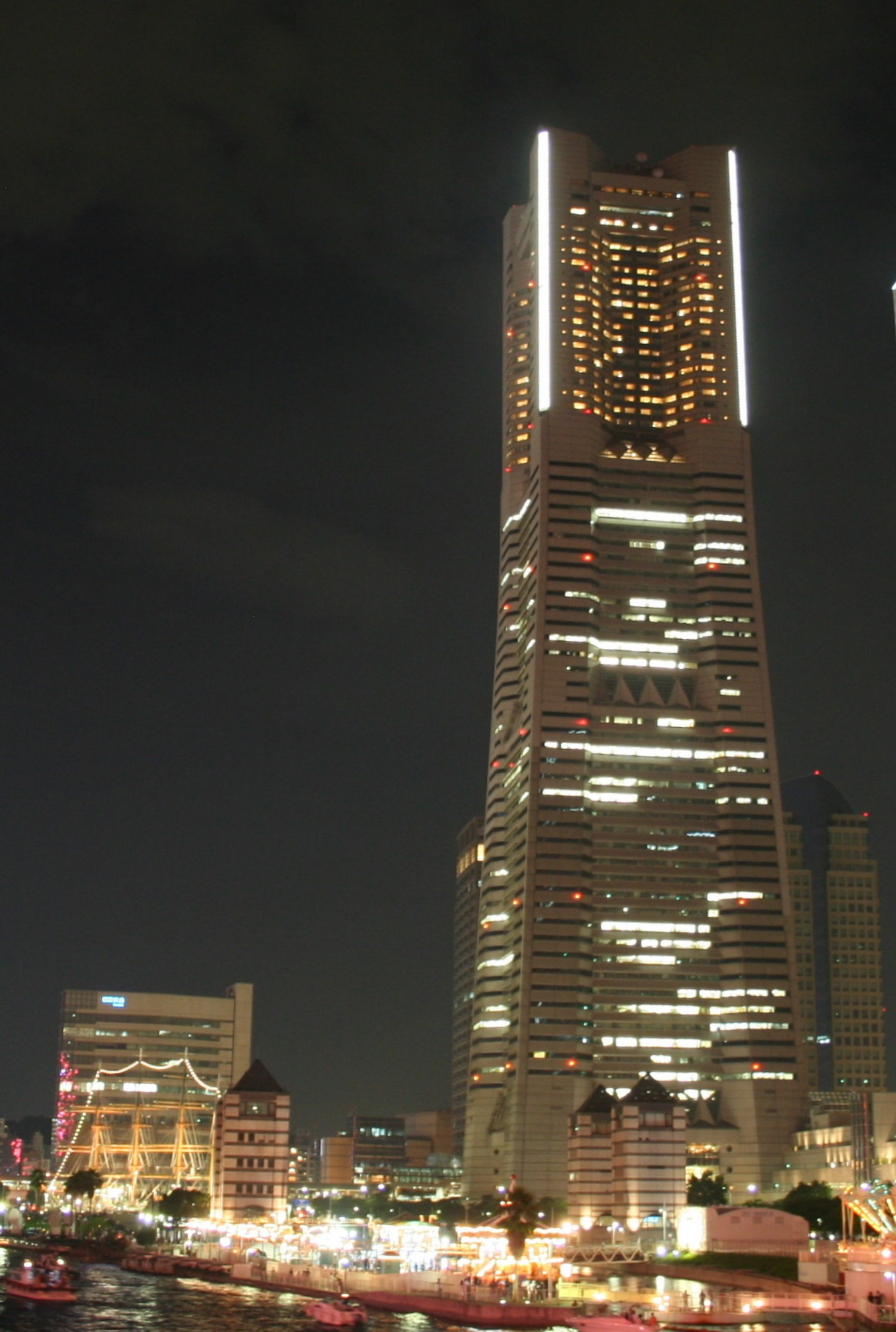
「みんテレ」ファーストステージの番組収録が行われたランドマークプラザ（横浜ランドマークタワー内）

番組は、横浜市のみなとみらい地区にある「ランドマークプラザ」の1階で隔週水曜日に公開収録が行われ、出演者はやまだひさし、女子大生リポーター数名、tvkアナウンサーの佐藤亜樹で番組が作られていた。女子大生リポーターや佐藤亜樹は椅子に座って正面を向いていたが、やまだひさしは常に後ろ向きでディレクターチェアに座り、黒子の姿となっていたため殆ど声のみの出演となっている。佐藤亜樹は番組の進行役を担当していたが、2004年12月で降板し、進行役を女子大生リポーターが兼任するようになった。
通常の放送内容は、1回当たり6本の女子大生リポーターのリポート発表がメインとなり、フリースタジオ、SPORTIVO!のコーナーで構成されていた。発表するリポートは、神奈川県内の情報に限られ、女子大生リポーター自らがアポ取り、ロケハン、取材（ロケ）、VTR編集、リポート原稿作成など全ての作業を行っていた。番組開始当初は、視聴者からの投稿も少なかったためか女子大生自身が見つけたネタや情報をレポートしていたが、視聴者投稿が増えたのか、途中からは視聴者投稿を中心にリポートするようになっていた。これ以外に、チャンピオン大会、海外研修報告、CM作成、総集編、ボツネタ特集などの特別編成の放送があった。
リポートは、指名された女子大生がリポート発表場所（大型ディスプレイ、テーブルがある場所）に移動し、やまだひさしの合図により開始され、制限時間以内に編集したVTR、フリップ、原稿を使って報告を行う。発表する順番や発表出来る人（ボツの人）は当時エグゼクティブディレクターだったやまだが独断で決めていた。リポートを作成するだけでも大変な上、リポート発表時間は3分7秒という短さ、さらにリポート発表後には他のやまだひさしや女子大生からのツッコミがあり、食べ物系のリポートが多くなった事で食べ物系ネタは1週に1個という制限が付けられた事もあった。リポート発表後には内容によりリングが貰え、10個集まると「ご褒美」が貰えた。
女子大生リポーターは、神奈川県内の大学（短期大学含む）に通う者、又は神奈川県内に住んでいる現役の女子大生で、「本気でジャーナリストを目指す人」が対象とされていた。この1stステージでは17名の女子大生リポーターが誕生した。リポーターと言っても、素人の女子大生のため、言葉使いや表現についてやまだひさしや佐藤亜樹に注意される場面が多く見られた。2005年3月には、大学卒業と同時に番組も卒業するなどの事情で4人が最後の出演となった。

#### ファーストステージの企画
- リポート発表

視聴者投稿や女子大生リポーターが見つけた神奈川県内のニュースやスポット等の口コミ情報を取材してリポートとして番組で発表する。飲食店や自然に関する情報が多かったが、中には噂の検証や社会派の情報もあった。
リポート発表時間は3分07秒(番組タイトルである「みんな」の語呂)以内で行う。オンエアされたネタを投稿した視聴者（情報提供者）にはランドマークプラザで使える3,000円分の商品券が進呈された。
1stステージの後半は、女子大生の就職活動などの影響により発表するリポートが6個に満たない時もあった。
- SPORTIVO!（スポルティーボ）

番組内の1コーナーで、神奈川県内を拠点として活躍しているアスリートを紹介するコーナーで、女子大生リポーターが別撮りのVTRで紹介していた。このコーナーは番組スポンサーであるアサヒビールがアスリート応援プロジェクトの一環として作られたコーナーで、正式タイトルも「アサヒビールSPRTIVO!」 だった。
これまでに松井千夏（スカッシュ)、川嶋勝重（プロボクサー）、五味隆典 (総合格闘家)、石川弘樹（トレイルランナー）、吉村裕基（横浜ベイスターズ。出演当時は湘南シーレックス）、我那覇和樹 (当時川崎フロンターレ。現・ヴィッセル神戸)、坂田大輔 (当時横浜F・マリノス。現・アリス・テッサロニキ)などが出演していた。
- フリースタジオ

番組内の1コーナーで、CM前に一般の人がお店のPRや恋人募集などを30秒間で伝える。公開収録の現場でこのコーナーも収録されていた。基本的には誰でも（飛び入りでも）参加可能であったが、最後のほうはランドマークプラザの店の宣伝に使われることがほとんどだった。
- 公開収録

ランドマークプラザで公開収録されていたが、撮影は禁止だった。
- リング制度

リポート発表後に評価として最大3個までリポートを発表した女子大生リポーターに贈られる。貰える個数はやまだひさしの独断で、リポート発表以外でもリポートに鋭いツッコミを入れる等でリングが貰えたり、リポートが酷かったり取材不足などでツッコミに答えられなかったりすると没収される事もあった。リングは通常腕にはめていたが、後半では5個になるとネックレス(ファイテン提供)になり首にかけていた。
リングを10個集めるとチャンピオン となり、チャンピオン大会への参加資格が与えられた。
- 道場破り

一般の視聴者がリポートを発表する事。女子大生のリポート同様、ネタ探しからVTR編集まで全てを行い、3分07秒の制限時間で発表後、やまだひさしや他の女子大生からのツッコミがあり、リングももらえた。
- CM作成

エイチ・アイ・エス、TOTO（脱臭ファン）からの依頼を受け、CMを作成した事がある。
- 朝日新聞

朝日新聞にこの番組を紹介する記事が掲載された。
- 黒子制度

結果が出ないリポートや取材内容がリポートとして発表する以前の内容だったため、途中からリポートを行わず、やまだひさしのADとして黒子になって番組に参加していた。勿論やまだひさし同様に顔は映らず後姿で声のみだったが、時々顔が映ることがあるものの1stステージ終了まで黒子として番組に出演した。
- チャンピオン大会

10リング達成者が複数の場合、チャンピオン大会としてロケを行っていた。そのチャンピオン大会で優勝した人だけが真のチャンピオンとして特典を受けることができた。10リング達成者が1人の場合や特典が複数人に与えられるものは、チャンピオン大会は行わなかった。
チャンピオンは全部で5人その特典は、初代が海外研修（香港）、二代目がハワイではなく、スパリゾートハワイアンズでの擬似レポート、三代目が自身のDVD作成、四代目・五代目・六代目がそれぞれホノルルトライアスロンの出場権だった。

### セカンドステージ概要
ファーストステージ終了後、スタジオ（横浜メディアビジネスセンター内）での収録となり、セットが大きく変わってしまったが、番組内容はほとんど変わらず女子大生リポーターが視聴者からの投稿を元にリポートを発表する基本的な流れは同じだった。女子大生リポーターの人数は10人に減っていたが、セカンドステージ開始当初に2名が加入し、12名でスタートを切った。
ファーストステージからの変化は、番組開始当初多額の借金（番組内でやまだひさしが公言）によりセットが箱馬で組まれたものになってしまった事、リング制度が廃止になりリポートの内容により1軍と2軍に分けられる制度になったこと、「SPORTIVO!」のコーナーが「Yokohama Music Power」に変わったこと、「がんばれ!運動部員」のコーナーが新設されたことである。リポートも神奈川県だけでなく東京や埼玉や千葉など関東近県に広げ、情報を受け付けていたが、実際に神奈川以外の情報がリポートされたのは数少ない。
通常の番組では、最初に視聴者からの調査依頼などを1軍がリポートを行う。その後Yokohama Music Powerやがんばれ!運動部員（基本はVTRのみ）のコーナーが入る。後半は2軍のリポート発表を行い、エンディングとなる。特別編成では、ゲストが来たために後半の2軍リポートが無くなったり、ホノルルトライアスロンの報告、総集編の放送があった。
セカンドステージの終わりには、Ver.2.5の序章として、当時の女子大生リポーター全員が集められ、今までリポートされた内容に関するテストを行った後、これからどんな事がやりたいのかやまだひさしと面接を行っていた。2ndステージでは、1名が番組から去って行ったが、新たに5名の追加メンバーにより延べ14名の女子大生リポーターが活躍した。

#### セカンドステージの企画
- 1軍・2軍制度

やまだひさしの判断により、女子大生リポーターのリポートの質が高いリポーターを1軍、質が低いリポーターを2軍とした。1軍リポーターは「リポーター」に徹する為にリポート発表時間が無制限、撮影やVTR編集は基本的に番組スタッフが行うため取材とその発表がメイン、勿論椅子に座りテレビにも映されていた。一方、2軍リポーターは1stステージと同じく3分07秒の制限付でリポート発表をし、基本的に自身で撮影、VTR編集等を行っていた。2軍は畳の上に座らせられて、リポート発表時以外は顔にフレームやピントを合わせてもらえなかった。1軍・2軍の入れ替えはレポートの内容によりやまだひさしが昇格・降格を決めていた。
- Yokohama Music Power

正式名称はスポンサー名が入る「ASAHI SUPER DRY Yokohama Music Power」。略称は「YMP」。やまだひさしが、コーナー名を命名。
「SPORTIVO!」に変わるコーナーとして、インディーズアーティストをサポート（PV作成や、ライブの手伝い等）するコーナーとして開始。番組のスポンサーでもあるアサヒスーパードライと協力し、横浜BLITZでみんテレライブを行う事を目標とした。
- がんばれ!運動部員

番組の1コーナーで、神奈川県にある高校や大学などの体育会系部活のマネージャーにスポットを当て、マネージャーの活動を中心に紹介する。こちらも別撮りVTRで、VTRのみの場合も多かった。
このコーナーのスポンサーでもあった大塚製薬のアミノバリューが紹介した部活の部員に配られた。スポンサー降板により半年で打ち切り。
- MVR

番組1区切りごとに1軍リポーターの中で最も優秀なリポート発表をした人が商品獲得の権利を得られる。番組当初はMVPと呼ばれて商品をそのまま渡したが、その後2つのトレイの中から当たり・外れ（歯ブラシ等）の選択をするようになり、MVRの該当が無い場合や高価商品を女子大生リポーターが貰えなかった場合は、高価商品が視聴者プレゼントとされていた。
- ホノルルトライアスロンの報告

ファーストステージ最後で10リング達成した3人でホノルルトライアスロンを行うためのトレーニング風景やトライアスロン本番の報告を行った。トライアスロンだが1人が全ての種目を行わなくても良い（3人で分担しても良い）チームにエントリーした。

### Ver.2.5概要
セカンドステージまでは視聴者投稿を中心とした口コミ情報のリポートを紹介する番組であったが、このVer.2.5からは女子大生リポーターたちが1人以上でプロジェクトを組み、何かしらの成果を上げる事を目的とした企画に変わった。プロジェクトは、セカンドステージの最後にやまだひさしと面接を行った結果を元に「みんテレ本作成」「商品開発」「お祭り復活」「NPO法人設立」「番組販売（番販）」の5つに分けられた。商品開発プロジェクトはその中でも「みんテレタイピングゲーム開発」「化粧品開発」「寒天開発」の3種のサブプロジェクトに分けられた。これとは他に「Yokohama Music Power」プロジェクトとしてインディーズミュージシャンのサポートも行われた。
企画内容は大きく変わったものの、神奈川県民に役立つ情報を伝える番組としてのコンセプトは変わらず、プロジェクトも神奈川中心の考え方で進められた。変わった事はこれだけでなく、1軍・2軍制度が無くなり、全員が椅子に座るようになって、リポート発表時間の「3分07秒」がここで姿を消した。神奈川県に住んでいる若しくは神奈川県内に通勤・通学している視聴者を3人ほどスタジオに呼び「神奈川県民コメンテーター」として女子大生リポーター達が取材したリポートやプロジェクトの進捗状況についてコメントを行うようになった。
プロジェクトと言っても、序盤で暗雲立ち込めたり遅々として進まないものがあった。1人で取材等を行うことも多く、プロジェクト間の格差が大きくなる事となった。そんな中、以前取材した横浜の老舗和菓子屋「銚子屋」との交渉により「いつでもどこでも食べられる寒天」の共同開発が決まったことを機にプロジェクトの進捗具合が一変した。
2006年3月で大学を卒業する女子大生が多かった事も影響し、進むプロジェクトと進まないプロジェクトが明らかになって来たが、最後は女子大生達が出来る事だけをやってこの企画は終了となる。そのため、プロジェクトの途中だったものや達成したとは言い難いプロジェクトでも途中で打ち切りとなった。
このVer.2.5では、早期の卒業者は居たものの1人も途中で番組を去ることもなく、3人の追加女子大生と共に延べ17名の女子大生が番組に参加し、10人の女子大生達が番組を卒業し旅立って行った。この10人が番組を卒業したことでファーストステージからの女子大生リポーターが全て姿を消したことになり、番組がランドマークタワーで公開収録されていた事を知るのはやまだひさし1人だけとなった。

#### Ver.2.5の企画
- 神奈川県民コメンテーター

Ver.2.5で行っている企画のリポートや進捗状況に対して意見やコメントをしてもらう視聴者のこと。
毎回約3人の素人が呼ばれるが、神奈川県民か神奈川県内に通勤・通学している人が対象で番組ホームページなどで募集していた。しかし、殆どは過去に取材を受けた人となっていた。
- Yokohama Music Power企画

2ndステージに引き続き内容は同じ。
その中で特別企画があり、横浜BLITZではないもののみんテレライブとして開催された。
2005年12月17日、当日は非常に寒い日だったが、横浜みなとみらい地区にある「みなとみらい赤レンガパーク」の特設会場で「みんテレストリートライブ」という形で今までYMPに出演したインディーズアーティスト4組がクリスマスイルミネーションに彩られた横浜港をバックにライブを行った。登場したアーティストは、「せきずい」、「スピカ」、「YamoShim」、「☆-HOSHI-」。
2006年3月4日、5日、川崎で行われた「音楽の街川崎アジア交流音楽祭アジアンヒーリング2006」の一環で、みんテレライブが3月4日に交流ステージ「ラ・チッタデッラ・ピアッツァ・チェントラーレ（LA CITTADELLA PIAZZA CENTRALE）」で行われた。過去にYMPに出演したアーティストの人気投票を番組ホームページで行い、その上位4組のアーティストが出演した。出演アーティストは、「Lonin」、「スピカ」、「せきずい」、「1-E」。またオープニングには川崎出身の3姉妹バンド「ちょっきんず」が登場した。

#### 各プロジェクト
- みんテレ本企画

当初から「Yokohama Walker」の角川書店へ出向き、みんテレ本の出版をお願いしていた。結果、角川書店から横浜ウォーカーの「ブック・イン・ブック」の形で「口コミ情報でしか得られないような情報」を載せることで、出版の合意が取られた。その後、出版のため視聴者からの口コミ情報や神奈川県唯一の職人などの情報集めを中心にプロジェクトは進行した。
みんテレ本プロジェクトの集大成として集めた情報や過去に紹介したネタを含めてついに2006年3月28日発売の横浜ウォーカーでブック・イン・ブック形式でみんテレ本が完成し、プロジェクトが完了した。
- 商品開発企画

商品開発企画は、「タイピングゲーム」「化粧品開発」「寒天開発」の3つのサブプロジェクトに分かれてプロジェクトを遂行していた。
- タイピングゲーム開発

神奈川県民に役立つものとして、過去に紹介したリポートを「3分07秒」以内でタイピングする事により、タイピングが上達するだけでなく神奈川の情報まで覚えられるタイピングゲームを開発するという事を目的に始められた。
神奈川県民コメンテーターで出演した人やYokohama Music Powerの出演者等が主体でタイピングゲームのプログラムが作成され、すぐにでも完成するかに思えたが難易度の問題やタイピングする情報が古いなどの問題があり、最終的にはJavaで作られたソフト(β版)が作成され番組ホームページ上で公開され、プロジェクトが完了した。
- みんテレ寒天開発

以前のリポートでみんテレあんみつを作ってくれた横浜の老舗和菓子屋銚子屋に再度、女子大生が出向いて寒天を使った新商品を共同開発したい旨を懇願した所、快諾を得てプロジェクトが始まった。
ダイエット効果や低カロリーは勿論、いつでもどこでも手軽に食べられる寒天を作る事を目標にカレー味やイチゴミルク味等様々な味を試したり、パッケージやキャッチフレーズを考案したりと企画は順調に進んでいたが、カレー味については不味いという批評を受けたりカロリーが抑えられない事を理由に断念した。
商品化までは他にも問題があり、一般的には「ゼリー」の分類になる為割高になることが問題で、健康食品として販売する事を目標に、六角橋の薬局CUTEで店員にダイエット効果を試したり、大学生協で販売プロモーションを行ったりとこの企画に賭ける勢いを感じた。最終的には商品化が実現し、企画は成功を収めた。
商品化されたのはの持ち運び出来ていつでも食べられる低カロリーの寒天。商品名は「パッと寒天」（登録商標）で、グレープフルーツ味、1袋5個入りで33kcalという低さ、値段は1袋200円と決まった。2007年8月現在、直接販売では六角橋商店街の薬局CUTEと銚子屋の伊勢佐木町本店の2店舗のみで販売、またtvkのウェブ通販、tvkショップ  でも販売されている。
- 化粧品開発

神奈川県民コメンテーターで有名になった理髪店店主による提案でハンドクリームを開発する事を目的にしていたが、目的が途中から女子大生が作る女子大生向けの化粧品を開発する事に変わって行った。
最初はフェロモン入りのグロスを開発することを目的としていたが、医薬品、医療機器等の品質、有効性及び安全性の確保等に関する法律（薬機法）の問題等で企画が途中で消えかけてしまった。それでも化粧品会社のバックアップを得られること、個人でも化粧品作成キットまでは作れる事まで行き着いたが、最終的には商品化には至らず企画が終了してしまった。
- お祭り復活企画

地元にお祭りが無くなったもしくは近年の都市化の影響などにより参加者や協賛金が集まらず衰退の傾向にあるお祭りをみんテレの女子大生達で盛り上げたり、お祭りを地元に復活させようと始まった企画。
その後は「みんテレ祭り」を開催しようという趣旨に変わり、2006年3月25日、26日に開催された「小田原かまぼこ祭り」への参加を目指すこととなった。
企画自体は、お祭り復活とは行かなかったものの女子大生達が小田原でのお祭り参加を実現し、終了となった。みんテレ The Third から行われる各地のイベントに出向き「パッと寒天」を販売する企画の発端となった。
- みんテレ小田原かまぼこ祭り企画

2006年3月25日、26日に小田原（小田原城二の丸広場)で開催される小田原かまぼこ桜祭りにみんテレとして参加し、お祭りを盛り上げようと考えた企画。
みんテレの出店は26日であったが、女子大生の中から6名が参加した。
桜祭りではみんテレブースとしてテントを開き、寒天サラダ（100円）、番組ストラップ（500円）、番組ステッカー（300円）、パッと寒天（200円）を販売し、商品は全て売り切れた。さらにメインステージでは、12時から「みんテレアワー」という事で女子大生達が小田原カルトクイズ大会を開いたり、横浜の老舗和食店濱新の店主による「うなぎの味噌蒲焼おにぎり」の配布、お笑いコンビ「キックダウン」のライブ、YMPに出演した「☆-HOSHI-」のライブを行い、お祭りを盛り上げた。なぜかここにもあの理髪店店主が来ていた。
さらに桜祭りでは、一夜城合戦（かまぼこ板を積み上げる高さを競うゲーム）の司会を女子大生が行った。実際に女子大生達も一夜城合戦に挑戦したが、制限時間終盤で崩してしまい商品（小田原万葉の湯の利用券）獲得は無かった。
小田原かまぼこ桜祭りのみんテレブースで販売した商品の収益金は全て小田原市に寄付した。
- みんテレ番組販売（番販）企画

このみんテレを他の局や海外のテレビ局に売り、神奈川県民以外の人にもみんテレを知ってもらいながらお金も入るということを目的とした企画。主に海外のテレビ局に販売し、日本の事を知ってもらう事がメインとなった。
外国人が多く集まる場所に出向いてみんテレを見てもらい、反応を聞くなど順調に進んでいるかのように思えた。
米国のCOLOURSテレビのプロデューサーとの話で番組販売企画が達成できるかと思った矢先に、番販という趣旨が伝わらなかったのか1枚のファックスでこの企画が打ち切りとなってしまった。
- NPO企画

やまだひさしや過去のリポートでもエコに関する事が多かった事から、エコを中心としたNPO法人を設立し、神奈川県の役に立つ活動を行う事を目的とした企画。
実際に節電等で利益を上げている会社やエコロジーを主とした活動をしているNPO団体を取材していたが、会社を興す事の難しさを知ったのか途中で進展が無くなってしまった。その後、みんテレ本企画で取材した海老名にある小規模店舗が集まって運営している「喰の道場」で店を開く許可を得た事から、企画の趣旨がこちらの方面へ移る事となる。
最終的にこの企画は「喰の道場」での出店を実現し、NPO法人設立は実現しなかったものの形を変えて終了となった。
- 喰の道場出店企画

海老名の喰の道場を取材した際に期間限定で出店許可を得たことをきっかけに女子大生でオリジナルメニューを考案し、飲食店を出店することを目標とした企画。
企画当初、炭入りのパンなどを販売する店を取材した際に「炭入りの何か」を考えて喰の道場で売ることを考える。炭入りのクレープやケーキ等を考えたが、最終的にはうどんを販売することに決まった。
そして迎えた2006年3月18日、19日いよいよ出店の日、女子大生の手作り「炭入りうどん」（番組では「炭うどん」と言っていた）を1杯500円で販売開始した。うどんは釜揚げうどんの形式で出され、小田原のかまぼこは入っていたが、かつお節などの薬味がテーブルの上に用意されていた。うどん作りだけでなく、接客や売上金の管理まで全てを女子大生が行っていて、用意された約200食の炭入りうどんは全て完売した。売上金は全て海老名市に寄付した。

### The Third概要
2006年4月からみんテレThe Thirdと名前を改め、視聴者からの口コミを基にした情報を番組で紹介するニュースショー・スタイルとしてリニューアルしたが、基本的にはファーストステージ、セカンドステージとほぼ同じ内容で、ある意味原点回帰を狙った作りになっている。そしてやまだひさしは今までの黒子姿から神奈川県民の声を拾うやまだMICとして引き続き番組に携わることとなる。
企画面では一般視聴者が女子大生リポーターと司会進行を務めたり、Ver.2.5で開発したパッと寒天を神奈川県で行われるイベントに出向き、PR販売を実施した。2006年10月に企画は終了した。
しかし、2006年10月12日放送から『~The Third』の呼称が外れ、番組の後半に特集コーナー を設けるなどのテコ入れを施したが、途中でレギュラー出演者の理髪店店主による出張散髪企画 や、ペット処分や痴漢などといった社会問題について議論を交わす企画などが放送されることもあった。
みんテレThe Thirdでは、番組卒業生4名がリポーターとして復帰を果たし（2006年7月まで）、2名が番組を去ったが、8人の追加女子大生と共に延べ19名が番組に参加した（卒業式については後述する）。

#### The Thirdの企画
- リポート(口コミNEWS)
視聴者からの口コミ情報を基に女子大生リポーターが取材に訪れ（情報提供者がリポーターと同行する場合もある）、VTRにまとめたものを番組で紹介する。形としてはファーストステージ、セカンドステージとほぼ同じだが、リポートの制限時間やリング制度はない。
  - 2006年5月25日放送ではGOING UNDER GROUNDの松本素生（ボーカル）と河野丈洋（ドラムス）がゲスト出演し、横浜中華街の裏通りにある餃子専門店を紹介した。[7]
  - 2007年2月1日放送では格闘家の中村和裕 (吉田道場)がゲスト出演。その場で自らが取材した道場の近くにある定食も食べることが出来る魚屋をリポート発表した。
- 視聴者投稿NEWS
  - 口コミNEWSとは別に視聴者からVTRでの投稿も受け付けており、テレビ出演が苦手な人でも気軽に参加できるのが特徴である。「女子大生の部屋」というコーナーが設けられ、女子大生リポーター数名がtvk内やロケ先で投稿VTRを紹介するようになった。
  - 投稿NEWSは口コミ同様、神奈川県の情報が基本だが、例外として2006年8月17日放送で葛飾・柴又、2006年9月7日放送で熱海の花火大会が紹介された(前者はやまだひさしが番組の中で「神奈川県だけでなく、全国各地の花火大会を見てみたい」と発言したことが発端となった。また後者は番組ディレクターの提供によるもの)。また、2006年12月21日放送では、北海道からのクリスマス・イルミネーションの写真が紹介された[8]。
- パッと寒天販売報告
  - Ver.2.5で企画開発されたパッと寒天（グレープフルーツ味）を様々なイベントに出向いてPR販売する。
  - 喰の道場に出店した2006年3月18日、19日には販売はしていなかったが、パッと寒天を無料で試食できた。
  - 2006年6月1日放送
5月20日に行われた、大日本プロレス六角橋商店街大会「商店街プロレス・リターンズ」でのPR出店の模様が放送された。
このとき、メインイベントの「蛍光灯6人タッグデスマッチ（伊東竜二・アブドーラ小林・シャドウWX vs 佐々木貴・関本大介・MASADA）」での場外乱闘で、番組PRの為に用意していたテレビを、アブドーラ小林に破壊されている。
その後、パッと寒天の売れ行きが伸び、この日用意されていた5ケース分は、全て完売した。
この日は銚子屋の社長もこのイベントを見に来ていた。社長自身も「パッと寒天」を購入し、売り上げに貢献していた。
尚、この模様は、5月26日のサムライTV「インディーのお仕事」でも放送されている。
  - 2006年8月3日放送
7月25日に行われた鎌倉・小町通り商店街の縁日でのPR出店の模様が放送された。
この日用意した3ケース分 (100個)は約20分で完売した。
当日は石渡徳一・鎌倉市長が視察に訪れ、市長自身も「パッと寒天」を購入し、売り上げに貢献した。
  - 2006年8月31日放送
8月6日に橋本で行われた第55回「橋本七夕まつり」でのPR出店の模様が放送された。
この日用意されたパッと寒天は約30分で完売した。
当日は、MotoGPライダーの小山知良選手のトークショーも開催された(彼の母親も情報提供者として出演している)。
  - 2006年9月28日放送
2006年9月16日、17日に小田原で行われた「エッサほい踊り」でのPR出店の模様が放送された。
用意したパッと寒天300個は完売した。
みんテレブースの出店は9月16日のみ。2006年7月6日に予告放送があったが、その後は番組ホームページでの告知のみで放送では告知されなかった。
  - 2006年10月26日放送
10月15日にマックスバリュ横浜新吉田店の店舗内で販売を行った。
用意したパッと寒天200個は約2時間30分で完売した。
売れ行きの好調さを受け、神奈川県だけでなく、関東のマックスバリュでの販売も決定した。
- 司会進行・神奈川県民コメンテーター
  - 女子大生リポーター1名と、一般視聴者1名が番組の進行をする。司会を務める一般人のほとんどはVer.2.5で神奈川県民コメンテーターとして出演していた人や、リポートに登場したお店の店員など様々。中にはYokohama Music Powerに出演していたミュージシャンもいる。最初の視聴者代表MCはレギュラー出演者の理髪店店主で、翌週からは県民コメンテーターとして出演していた。
  - 2006年10月5日放送までは番組冒頭で必ず「それではみんなが出るテレビThe Third、スタートです」とタイトルコールをしていたが、翌10月12日放送からは「〜The Third」を言わずにタイトルコールをするようになった。
  - この他に県民コメンテーターの紹介の冒頭に「神奈川県民1/8,800,000人[9]」の文言が付け加えられた（タイトルコール同様、番組最終回まで続いた）。
- Yokohama Music Power (YMP)

セカンドステージ、Ver.2.5から継続して放送された。
- 2006年12月21日放送ではクリスマス・スペシャルライブと題して、過去にこのコーナーに出演した『humstar』(曲は『クリスマス・イブ』(山下達郎))、『MAYA』(『ウィンター・ワンダーランド』と、『恋人たちのクリスマス』（マライア・キャリー)の2曲)、『すだち (仮)』(『ラスト・クリスマス』(ワム!))がライブ・パフォーマンスを繰り広げた (humstarは横浜駅前の路上ライブ、MAYAは横浜市内のライブハウス、すだち(仮)は三ツ境キリスト教会で収録)。
- 2007年3月21日にラゾーナ川崎プラザで放送150回記念スペシャルライブを開催。このコーナーでお馴染みとなった1-E、スピカ、MAYAに加え、スペシャル・ゲストとして秦基博が出演し、ライブを繰り広げた。この模様は2007年3月25日20:00~20:55の特番枠で放送された (2007年4月7日15:00〜15:55に再放送)。
- 2007年1月~3月までみんテレオーケストラ・プロジェクトとして、横浜を中心に活動するミュージシャン、すだち(仮)と番組で募集・結成した大学生選抜オーケストラ(バイオリン経験のある女子大生リポーター3名を含む)との共演を特集。2007年3月29日放送ですだち(仮)の代表曲『ぬくもりの向こうに』（ファーストアルバム「TWO」に収録)を演奏し、プロジェクトは完結。

- Sony Plaza "What's New!"(2006年10月〜12月)

神奈川県内にあるソニープラザの各店舗の店長おすすめや女子大生リポーターがすすめる最新グッズを紹介する期間限定コーナー。
- CM出演

女子大生リポーター1名がカジュアルメガネHatchのCMに出演(2006年7月〜12月)。

#### 卒業式
2007年3月29日放送で4人の女子大生リポーターが番組を卒業。内容はみんテレオーケストラ・プロジェクト完結編（詳細はYokohama Music Powerを参照）、卒業生思い出の名場面、在籍メンバーからの送辞、花束贈呈（贈呈者は卒業生がリポートでお世話になった人）、卒業生からの答辞、卒業生退場（卒業生退場後は在籍メンバーとやまだが円陣を組んでの気合入れ）といった流れで番組は進行した。
これまで女子大生リポーターの卒業式は、番組のエンディングに行われていたが、番組をまるごと卒業式に使ったのは今回が初めてであり、式の司会は女子大生リポーター2名が務めた。
また、卒業生4人のうち3人が番組を卒業したことにより、セカンドステージ在籍メンバー全員が姿を消すこととなった。この日が木曜日のレギュラー放送としては最後の放送であったが、2007年4月3日の19時台が特番を編成していたため（その日の午後10時から新年度の第1回放送があった。詳細は2007年度の概要を参照のこと）、卒業式の再放送なしという事態になってしまった。

### 2007年度の概要
2007年4月3日、放送時間がこれまでの木曜日夜10時から火曜日夜10時へ移動。サブタイトルこそついていないが、内容そのものはThe Thirdから変わっていない。
また、女子大生リポーターも前年度からの在籍メンバー9人と新たに4人が追加され13人でスタート。その後、数回の変動がありながらも延べ19人の女子大生リポーターが活躍した（このうち1名は海外特派員として活動。2名が降板。卒業式についてはThe Third同様後述する）。

#### 2007年度の企画
- リポート（口コミNEWS）
  - 基本的にThe Thirdから変わっていない。2007年9月25日放送までは1つのリポートにつき複数のリポーターが付いていたが、2007年10月2日放送からリポーター1名がビデオカメラを持ち込んでリポートするようになった（理由は複数で食べ物関連やイベントのリポートをすると、夢中になりすぎてしまい、リポートにならないことが多かったため、「どんなことがあっても完璧なリポートができるように」とやまだから要請があった）。所謂ファーストステージのスタイルを踏襲した形になっている。
  - 2007年6月19日放送では前年に引き続きGOING UNDER GROUNDの松本素生（ボーカル）と伊藤洋一 （キーボード）がゲスト出演し、『TWISTER』のPVを撮影した三浦市の食べ物やスポットを紹介した。
  - 2008年2月26日放送ではドラマ『風魔の小次郎』から村井良大（小次郎役）と川久保拓司（飛鳥武蔵役）がゲスト出演。相模原市にあるラーメン屋を取材し、その場で発表した。リポート終了後は同作品の舞台版とドラマのDVDボックス発売を告知した。
- 視聴者投稿NEWS（女子大生の部屋）
  - こちらもThe Thirdから変わっていないが、2007年夏頃までレギュラー出演者の理髪店店主からの投稿VTRが紹介されたこともあった。また、2008年1月15日放送ではこの日から加入した女子大生リポーター1名が横浜アリーナで行われた成人式の様子をリポートした。
- 司会進行・神奈川県民コメンテーター
  - みんテレThe Thirdから継続中。ただし神奈川県民コメンテーターはレギュラーだった理髪店店主が諸事情により降板したため、YOKOHAMA Walkerの編集長やリポートで取材に協力していただいたお店の人などがコメンテーターを担当するようになった。また2008年2月12日放送からの女子大生MCはやまだの指名で選ばれたリポーター1名が担当するようになった。
- Yokohama Music Power（YMP）
  - 2007年4月からは「メジャーへの道」とサブタイトルが付き、毎月1組のミュージシャンを取り上げ、その活動に密着し、メジャー・デビューまでの道のりをドキュメンタリー・スタイルで紹介していたが、2007年11月6日から2008年1月22日放送までは神奈川県内で活動しているストリートミュージシャンや、県内にあるライブハウスいち押しのアーティストを紹介するようになった。2008年1月29日放送ではこれまで登場したミュージシャンの中から5組（フロウズン、堀川ひとみ、山下雄平、SoooGhetooo（ソーゲットー）、CONCEIT OF BIRTH）を選出し、その中から神奈川県内のタワーレコード、HMVなどのレコード店員の投票でフロウズンが1位を獲得し、翌2月の1ヶ月間、密着リポートを放送した。
  - 2007年12月25日放送では前年同様クリスマス・スペシャルライブを放送。過去にこのコーナーに出演した『chick-chick for peace』（曲は『恋人がサンタクロース』(松任谷由実/松田聖子)）、『飯田舞』（『いつかのメリークリスマス』（B'z）と、『雪のクリスマス』（DREAMS COME TRUE）の2曲)がライブ・パフォーマンスを繰り広げた（chick-chick for peaceは溝の口駅前での路上ライブ、飯田舞は前年のすだち(仮)同様三ツ境キリスト教会で収録）。
  - 2008年1月1日放送はおおはた雄一がゲスト出演し『南洋航路』（2007年5月23日発売のミニアルバムsong book vol.2「静」に収録） を披露した。
  - 2008年3月、アサヒビールがスポンサーを降板したことにより、コーナー自体も終了となった。最後に取り上げたアーティストはchick-chick for peaceだった。
- みんテレアルティメット部活動報告

2007年4月以降の特集コーナーはバーンゴルフやダブルダッチ、カバディといったニュースポーツに挑戦するなど、体験型のリポートが主体となっており、これまでトランポリン競技の中田大輔のような世界で活躍する選手が指導者として出演したこともあった。
そして2007年7月10日放送で、今まで挑戦してきたニュースポーツのうち、アルティメットに正式に取り組むことが決まり、公募により選ばれた一般視聴者ともにアルティメット部として活動することとなった。
途中、この企画のリーダーとも言える女子大生リポーター1名が練習中に負傷（初めのうちは捻挫と診断されたが、後に靭帯を断裂していたことが判明）してしまうというアクシデントに見舞われながらも(女子大生リポーターの怪我は歩けるまでに回復したものの、一時期はその影響で他のメンバーをサポートするマネージャーとして活動していたこともあった)、紆余曲折を経て横浜国立大学アルティメット部との対外試合に挑んだ(この模様は2008年1月29日放送分にて紹介)。
試合は前半、フライングディスクのキャッチミスや、守備の崩壊などで失点を重ねたが、後半はメンバーの入れ替えの効果も手伝って攻撃が機能し、得点が面白いように入る展開となった。試合には負けたが、強豪相手に善戦するという大健闘を見せた。また、前回負傷で練習に参加できなかった女子大生リポーターも選手として出場した。
当初は全国大会出場を目標にしていたが、2008年3月、番組のリニューアルとともに企画が終了した。この企画に一般で参加した女子大生1名がのちに番組のリポーターとして参加することになった。
- みんテレタクシー1メーターの旅

2007年7月24日放送から前述のアルティメット部活動報告と隔週で放送。神奈川県を知り尽くしたタクシー運転手 (かながわ検定横浜ライセンス2級所持者。後に1級に昇格)に神奈川県のコアな情報を教えてもらうという趣向になっている。
ただし、名前のとおり出発してから1メーターを過ぎた時点で画面がフェードアウト(その際には「ご協力ありがとうございました」のテロップが出る)してVTRは終了するが、そこで紹介できなかった情報は、スタジオで女子大生リポーターが補足説明するという仕組みになる。
2007年10月30日、11月6日放送で案内役を務める運転手が神奈川県民コメンテーターとしてスタジオ出演したことでこの企画は終了した。
- みんテレカレー開発プロジェクト

2007年11月6日放送からタクシー1メーターの旅に代わる企画として隔週で放送。日本人が好きな食べ物を番組オリジナル商品として開発することを目的に始めた。
初回の放送では、ラーメン、寿司、カレー、ハンバーグ、とんかつといった食べ物5つから街頭調査を行い、その結果、カレーが圧倒的な人気を集めた。その後、女子大生リポーター数名によるオリジナル・カレーの試作や神奈川県のJAの取材などを経て、2008年2月、女子大生リポーターのアイデアを基に『神奈川県地産地消みんなのカレー』として開発。2008年3月3日、tvkカフェにて50食限定で販売。販売開始から2時間30分で完売し、プロジェクトは終了した(この模様は2008年3月11日に放送)。
このイベントにsaku sakuの出演者である黒幕が会社の上司と一緒に訪れ、カレーを食べたことを2008年3月17日の同番組で告白した。

#### 卒業式
2008年3月25日放送分で大学を卒業する5名が番組を卒業。なお、式の司会は女子大生リポーター1名、視聴者代表MC1名の計2名が担当した。
内容は前年と違い、前半は通常通り口コミNEWS、Yokohama Music Powerを放送し、後半の特集コーナーでは卒業生によるゴスペル企画、番組のエンディングでは卒業生からのメッセージと思い出の名場面(初レポート)、やまだから卒業生へ送る言葉、卒業生退場といった流れで進行した。
また、在籍リポーターがメッセージをプリントアウトした花束を作成し、卒業生へ贈呈した。

### 2008年度（2008年4月〜2008年12月）の概要
2008年4月1日、通算4度目のリニューアル（内容としてはThe Thirdの次にあたるが、タイトルにそれを表すものは入っていない）をしたが、それに伴い、番組開始からの筆頭スポンサーだったアサヒビールが降板（降板理由はアサヒビールが昨今の不況による広告費の大幅な見直しを迫られたことと、番組の内容とかつてのコーナースポンサーだったアサヒスーパードライのブランドイメージ（挑戦、アクティブ）が大きくかけ離れたことによるもの。これにより、アサヒビールがスポンサーのtvkの番組はあっぱれ!KANAGAWA大行進 だけとなった）し、角川マーケティング（社名変更の経緯は後述）は提供枠からは降りたものの、Yokohama Walkerとの連動は続けていくこととなった。提供スポンサーとしてテロップ表示されているのはソニー損保だけとなった。
さらに女子大生リポーターも「将来アナウンサーを本気で目指している人」を対象にしたため、大幅なリストラを敢行。前年度からの在籍メンバーは7人(2008年3月25日放送終了時点では11人いたが、4人が降板した。うち2人は前年度の卒業生にプリザーブドフラワーを作成したメンバーであり、さらにこのうちの1人はver.2.5からの在籍メンバーだった)に減少し、4月1日放送では2人が加わり9人でスタート。その後、4月15日放送で3人(このうち1人は公式HPで紹介済み。またもう1人は前述のアルティメット部の一般参加者)、9月9日放送ではさらに3人が追加（このうち1人はファーストステージ時代の道場破り経験者）された。しかし、8月に1人が降板、9月16日放送で1人が卒業（詳細は後述）。翌9月23日放送からは13人体制となった。

#### 2008年度（2008年4月〜2008年12月）の企画
- リポート(口コミNEWS)

- 2007年度の後半から内容は変わっていない。1日にオンエアされるのは2本（2008年7月頃までは3本）になっている。
- 2008年5月27日放送ではドラマ『東京ゴーストトリップ』から小谷嘉一と寿里がゲスト出演し、ロケで使われている横浜市内の喫茶店を紹介した。

- 特集コーナー

- 神奈川県内で現在起きていることを女子大生リポーターが3名程度のグループで調査、報告する。自然環境や県内での取り組みを題材にしたリポートが多い。
- 2008年6月10日放送まではトップ項目として扱われていたが、翌6月17日放送からは口コミNEWSと入れ替わる形で番組中盤のコーナーになった。

- みんタメ

- 神奈川県内のエンターテインメント情報を女子大生リポーターが紹介する（神奈川県内ではないが、東京ディズニーランドをリポートしたこともある）。特集コーナーなどが長引くことがあり、放送されないこともあった。

- みんテレネットshop

- tvkショップのおすすめ商品を女子大生リポーターが紹介する。こちらもみんタメ同様、他のコーナーの時間の関係で放送されないこともあったが、最後期はクリスマス直前だったこともあり、クリスマスに関連するグッズが紹介された。

- ケータイ動画投稿!!-ヨコハマ解放区-

- 視聴者投稿NEWSに代わる企画としてスタート。内容はお店の宣伝やイベントの告知など様々である。また、番組への取材依頼も受け付けており、ここから口コミNEWSに採用されることもある。動画が採用されると、番組特製のエコバッグがプレゼントされた。
  - 2008年5月27日放送では、当時横浜FCの太田宏介選手（現：清水エスパルス）が投稿した動画が採用され、翌6月3日放送では視聴者代表MCとして出演した。
  - 2008年7月15日放送で、プロレス・ハッスルの主力選手であり、小池栄子の夫である坂田亘選手の投稿動画が採用され、翌7月22日放送では視聴者代表MCとして出演を果たした。
  - 2008年11月11日放送では女子大生OGレポーター1名（2006年3月に大学とみんテレを卒業したが、同年4月から3ヶ月間卒業生特派員として活躍。現在は会社員）が特発性拡張型心筋症の子供を救うための募金（詳細は こちら を参照）呼びかけを投稿した動画が採用され、放送した。

- 司会進行・神奈川県民コメンテーター

- リニューアル後も番組最終回まで継続された。ただし女子大生MCは以前のようなやまだの指名ではなくなり、2008年9月16日放送までは現役リポーターの中で番組出演歴が一番長い1人に固定された。2008年9月23日放送から番組最終回までは2007年度に加入したリポーターの中で出演歴が長い1人が務めた。
- 県民コメンテーターもYokohama Walkerのスタッフ1名か、前年度のタクシー1メーターの旅の案内役だったタクシー運転手が出演していたが、例外として2008年5月13日、2008年5月20日放送はtvkの女性アナウンサー（中村理恵、三浦綾子）が出演した。

#### 卒業式
2008年9月16日放送分で、半年間女子大生MCを務めた女子大生リポーター1名が、放送局への就職内定を理由に番組を卒業した。これまで海外留学などを理由に途中降板するリポーターはいたが、在任期間中に就職内定を発表し、そのまま番組を卒業するといったケースは極めて異例のことである。
また、卒業したリポーターはThe Thirdからのメンバーであったため、これでファーストステージからThe Thirdまでのリポーター全員 が姿を消すこととなった。

## 最終回
2008年11月下旬発売の月刊テレビ情報誌（関東版）の番組表で同年12月での番組終了を発表していたが、番組内ではそれまで終了の事実を公表せず、秘密とされていた。
- 2008年12月23日放送

『視聴者が選ぶ2008みんテレ口コミ大賞（アワード）』を放送。2008年1月から11月までに放送された口コミNEWSの中で、視聴者からの投票によって年間1位を選ぶというもので、その結果、厚木シロコロ・ホルモン（2008年11月18日放送）が年間1位を獲得した。また、みんテレネットshopでの人気商品ベスト5も併せて紹介した。
エンディングでやまだから番組終了を発表し、「ミュートマ（ミュージックトマト）世代の自分にとって、tvkで仕事できたことを誇りに思う」とコメントした。ちなみにやまだから終了を告げられた際、「（番組の終了を知り）寂しくて、言葉が出ない」と洩らしたリポーターもおり、寝耳に水といった状況だった。
そして、「私、やまだMICは、普通のやまだに戻ります」の言葉を残し、マイクの被り物を脱いで退場するというパフォーマンス（山口百恵の引退コンサートのラストシーンのパロディ）でスタジオを後にしたが、結局、最後まで顔を見せることはなかった。
最後はスタジオに残った女子大生リポーターを代表して、最後のMCとなった菅緑がこれまでの感謝の気持ちを述べた。そして、全員による最後の挨拶のあと、画面には「視聴者の皆さん、みんなが出るテレビを愛して頂き、有難うございました。私たちも自分の夢に向けて頑張ります…」のテロップが表示された。これによって女子大生リポーター最終メンバー13人全員が卒業。番組開始から4年7ヶ月（前身の横浜ウォーカーTVを含めると通算10年3ヶ月）、総放送回数242回の歴史に幕を閉じた。

## 出演者

### みんテレ女子大生リポーター
みんテレに投稿されたネタを視聴者の代わりに取材（リポート）して発表する視聴者代表のリポーター。常に10数名のリポーターが在籍。全員神奈川県に在住もしくは神奈川県内の大学に通う女子大生。
- 番組ホームページで募集。面接に合格すると女子大生リポーターとして採用された。
- 番組開始から終了までに、番組で採用されたリポーターは51名。
- リポーターの在籍期間は最長で2年半（2006年4月加入〜2008年9月卒業）、最短では4ヶ月（2008年9月加入〜番組終了[21]）。
- みんテレ The Thirdからは「みんテレ女子大生特派員」と呼称が変わる。
- みんテレを卒業したリポーターのほとんどは放送局のアナウンサーになっているが、学業優先や就職活動といった事情で降板するリポーターもいた。その際は卒業生と違い、番組で公表されることは一切なかった[22]。
- 番組から輩出したアナウンサー、ならびに放送局所属のリポーターは2011年6月現在で19名（番組出身アナウンサーはテレビ神奈川#アナウンサーを参照）。地方局の1番組からこれだけ多数のアナウンサーを誕生させたのは極めて珍しい。この他にもレコード会社や広告代理店の社員、ラジオ局のディレクターになったリポーターもいる。また、番組在籍中から他番組などでタレント活動を行っていた出演者も数多く存在し、番組終了後も最終メンバーが『Oha!4 NEWS LIVE』（日本テレビ）や『U・LA・LA@7』（TOKYO MX）などアナウンサー志望者の登竜門的番組に出演する場面が出てきている。
- 大学を卒業した一部のリポーターが卒業生特派員として在籍していた（2006年4月〜7月）。

### その他
- やまだひさし（エグゼクティブディレクター、やまだMIC）

番組当初から制作総指揮として番組に関わっていた。
番組当初から黒子姿で出演するため顔はほとんど映る事が無かった。
みんテレThe ThirdからはやまだMICとしてマイク姿（頭がマイクの被り物）で登場するため顔はまったく映らなくなった。神奈川県民の声を拾うマイクとして参加しているという。一時期、試食専用の衝立が用意されるようになったが、リニューアル後はモザイクがかけられていた。
- 佐藤亜樹（テレビ神奈川アナウンサー）

番組開始当初から2004年12月まで番組の司会者を務めるが、スタッフややまだと軋轢を起こして降板。最後の出演では女子大生リポーターたちに対して「あなたたちはテレビというものをなめている」と一喝した。
- 視聴者MC

神奈川県民であることを条件に、視聴者代表として番組進行を行う。番組から取材を受けた店の店主など一般人が主に担当するが、希に芸能人やスポーツ選手などが担当することがある（その一例として横浜ベイスターズ公式リポーターの吉岡さちこ、浪曲師の国本武春（2008年11月18日放送）が視聴者代表MCを務めた）。
1日で2回分を収録するため、2週連続で担当するのが基本となっている。

## 雑記
- ファーストステージではランドマークプラザからの公開収録だったが、セカンドステージから最終回まではtvkの第1スタジオでの収録に変更された。隔週木曜日に2本撮り[23] で行われていた。
- HD対応のスタジオで収録しているが、一貫してSDで収録されていた（電通が製作する番組ではこのようなケースが多数ある）。
- その年の年末と新年度の4月第1週に特別編および総集編を放送することもあった。以前は8月最終週にも特別編を放送したこともある。ただし、2ndステージの総集編は2005年9月22日、9月29日の2週にわたって放送。The Third以降は、2006年12月28日、2007年12月25日、2008年12月23日（詳細は前述）に『視聴者が選ぶ(西暦)みんテレ口コミ大賞(アワード)』を放送。しかし、2008年4月にリニューアル後は4月第1週の特別編および総集編の放送は行われなくなった。
- 2008年1月1日放送は元日放送（お正月スペシャル）を実施。通常とは異なり、女子大生リポーターたちが晴れ着、やまだは紋付羽織袴姿で登場。日本のお正月に欠かせないもの（おせち料理、門松、うすと杵）を神奈川県内で作っている人たちをVTRで紹介し、リポートがよければやまだからお年玉がもらえるというファーストステージで行われたシステムがこの日限りだが、復活した。また、女子大生リポーターからのVTRによる年賀状も番組内で紹介した。しかし、前述の番組終了決定に伴い、結果的に最初で最後の元日放送となってしまった。
- 番組開始から2006年10月5日放送までは画面右上隅に番組ロゴ（み'TV)が回転していたが、同年10月12日放送から最終回までは「みんなが出るテレビ」に変更された。
- 提供クレジットはver.2.5まではフリップボード（スタッフロールは女子大生による手書きのもの）だったが、The Thirdから最終回までは電子テロップになっていた。
- オープニングではリポーターたちの出席状況を知らせる形を執るようになっていた[24]。
- 「tvk秋の収穫祭」や「アニメまつり」などのtvk主催のイベントに、出演者の女子大生が出店の販売に協力するなど番組として積極的に参加していた。

## ジモトメディアステーション"はま"トーク
- 角川マーケティング（旧・角川クロスメディア。2006年4月に角川書店から分割・設立。2009年3月、現社名に変更）から発行されている「Yokohama Walker」に過去に番組で紹介した2つ（末期は紙面の構成上により1つ）のレポートの内容が掲載されている。
- 2006年3月28日発売のYokohama Walkerでは番組過去2年間のレポートをブックインブックとして発行、掲載した。
- 番組開始時から2008年4月8日号(2008年3月25日発売)まではヨコハマクチコミ情報局だったが、2008年4月22日号(2008年4月8日発売)から現在のタイトルに変更した。しかし、番組終了に伴い、2009年1月5日号（2008年12月19日発売）をもってコーナー終了となった。

## 番組ホームページ
- 情報応募ページ、自由に言える公式掲示板などが存在していたが、非常に荒れてしまい、閉鎖。
- 過去に放送したレポートの概要が見ることができる。バージョンアップとともにそのデータが消去される。携帯のサイトではリポーターのムービー、待ち受け写真、着声などが有料でダウンロードできる。
- リポーターの学年更新を5ヶ月近く放置、締め切りを過ぎた懸賞を1ヶ月以上放置、番組時間の更新、最終回の収録後も放送終了までリポーターや口コミを募集していたなど、こまめな更新がされていなかった。そのため、2005年4月には公開収録を中止されたことを知らない人が、ランドマークへ無駄足を運んでしまうなどということもあった。
- 2008年4月、番組のリニューアルと併せてホームページもリニューアル。女子大生リポーターによる収録後の裏話などを見ることができる。
- 2009年4月30日、携帯サイトの運営を終了。
- 2011年5月31日、番組ホームページの運営を終了。

## BGM
- 2008年4月1日放送から2008年12月16日放送まで、口コミNEWSの冒頭で使われていたのはジプシー・キングスの「ジョビ･ジョバ（Djobi Djoba）」、みんテレネットShopではビリー・プレストンの「ナッシング・フロム・ナッシング（Nothing from nothing）」、ケータイ動画投稿ではドナ・サマーの「ホットスタッフ（Hot Staff）」、最終パートはマドンナの「ホリデイ（Holiday）」（2008年3月まではジャック・ジョンソンの「アップサイド・ダウン（Upside Down）」が使われた）だが、これ以外にもリポート終了後のスタジオでのトーク部分で洋楽のヒット曲(主に1980年代)が使われることが多かった。
- 女子大生リポーターが番組を卒業する際にはコブクロの『桜』（The Thirdの卒業式から2008年9月の卒業式まで）が使用されていたが、最終回ではしおりの「スポットライト」（アルバム『青空』に収録）が使われた。

### エンディングテーマ

#### 開始〜Ver.2.5
- 女子大生リポーターたちによる童謡、唱歌などのア・カペラや、ジェームス・ブラウンのヒット曲『セックス・マシーン-Get Up (I Feel Like Being Like A) Sex Machine (Part 1)』のリミックスバージョンが使われていた(オープニングも兼用)。

#### The Third
- 過去にYokohama Music Powerに出演したアーティストが担当。

- 1-E『ANSWER』(2006年4月13日〜6月29日)
- Oilkick (2007年4月に解散)『So long』(2006年7月6日〜10月5日)
- スピカ 『陽のあたる場所』 (2006年10月12日〜12月28日)
- JIDORI 『Back Wash』 (2007年1月4日〜3月22日-番組が制作したPVに女子大生リポーター1名が出演)
- ダニエル・パウター『バッド・デイ〜ついてない日の応援歌』(2007年3月29日)
番組で行われた女子大生リポーターの卒業式のエンディングで使用。この他にもオープニングでは荒井由実の『卒業写真』、思い出の名場面の冒頭ではマライア・キャリーの『Hero』が使われた。

#### 2007年4月3日〜12月18日
- 毎回番組がPVを製作。Yokohama Music Powerで取材に携わった女子大生リポーター1名が出演している(ただし☆印の付いている曲のPVには女子大生リポーターは出演していない)。

- スピカ『陽のあたる場所』 (2007年4月3日)☆
- Overstans (2007年6月に解散) 『コンパス』 (2007年4月17日〜2007年5月8日)
- STUD『Brand new wind』 (2007年5月15日〜2007年6月5日)
- YUKKIY『大きな手』 (2007年6月12日〜2007年7月10日、2007年7月31日 (スタジオで披露)、2007年9月11日)
- Idio-gram - ウェイバックマシン（2006年6月20日アーカイブ分） 『式日～ワタシが死んだ日～』 (2007年7月17日〜2007年7月24日、2007年8月7日〜2007年8月14日)
- 山下雄平 - ウェイバックマシン（2016年3月1日アーカイブ分）『新世界』 (2007年8月21日〜2007年9月4日)
- 霞町ファンク[リンク切れ] 『The End of the world』(2007年9月18日〜2007年10月9日)☆
- 飯田舞『花』 (2007年10月16日〜2007年12月18日)

#### 同年12月25日〜2008年3月25日
- Chick-Chick for peace『サンタが街にやってくる』 (2007年12月25日)
- おおはた雄一『おだやかな暮し』 (2008年1月1日)
- 山下雄平『新世界』 (2008年1月8日〜2008年2月12日)
- 霞町ファンク（2008年3月に解散)『The End of the world』(2008年2月19日〜2008年3月4日)
- フロウズン『続・あいのうた』 (2008年3月11日〜2008年3月18日）
- 森山直太朗『さくら (独唱)』(2008年3月25日)
番組で行われたリポーターの卒業式のエンディングで使用。

### その他
- ファーストステージのオープニングテーマは、Fred Wesley & The J.B.'sの『I'm Paying Taxes, What Am I Buyin'』である。アイキャッチでも使用されていた。
- The Thirdから2007年度までのオープニングテーマは、カルチャー・クラブの『カーマは気まぐれ(Karma Chameleon)』[25]。
- Yokohama Music Powerの冒頭-『JUMP』(ヴァン・ヘイレン)。
- 視聴者投稿NEWS-『Power of Love』(ヒューイ・ルイス&ザ・ニュース)と『U Can't Touch This』 (M.C.ハマー)[26]。
- みんテレアルティメット部活動報告の冒頭-『HERO』 (麻倉未稀・テレビドラマ『スクール☆ウォーズ』主題歌)。
- みんテレカレー開発プロジェクト-『ラ・バンバ』 (ロス・ロボス)

## スタッフ
- 製作：岩田悦子（現tvk編成局長）
- ディレクター：小林啓一・高橋清光（tvkコミュニケーションズ）・伊東誠治・日向建太
- プロデューサー：山崎哲央
- 製作協力：電通
- 製作著作：tvk